# Emballonura
Emballonura é um género de morcegos da família Emballonuridae.

## Espécies
- Emballonura alecto (Eydoux e Gervais, 1836)
- Emballonura beccarii Peters e Doria, 1881
- Emballonura dianae Hill, 1956
- Emballonura furax Thomas, 1911
- Emballonura monticola Temminck, 1838
- Emballonura raffrayana Dobson, 1879
- Emballonura semicaudata (Peale, 1848)
- Emballonura serii Flannery, 1994